# Terminal Samambaia (métro de Brasilia)
 (août 2020).
Pour l’article homonyme, voir Samambaia.
La station Terminal Samambaia est une station de métro de Brasília sur la ligne Orange. Elle a ouvert le 31 mars 2001 sur la section inaugurale de la ligne, du Central au , et reste le terminus sud de la ligne. La station adjacente est Samambaia Sul.